# Paul Streckfuß
Paul Streckfuß (* 12. Juni 1909 in Mannheim; † 1. Februar 1964 in Ost-Berlin) war ein deutscher Schauspieler.

## Leben
Paul Streckfuß spielte in den 50er und den frühen 60er Jahren in vielen Filmen und Fernsehspielen der DDR vornehmlich in Episodenrollen mit. Durch seine markante Stimme wurde er auch gern als Rundfunksprecher verpflichtet. Hier waren seine bekanntesten Rollen der Aldinger in Das 7. Kreuz und Anton in Altweibersommer.
Mitte der 50er Jahre spielte er auch am Berliner Theater der Freundschaft. Seine vielleicht größte Filmrolle (Heizer Anton in Altweibersommer) fiel 1962 der Zensur zum Opfer, der nicht fertiggestellte Film gilt als verschollen. Anfang 1964 verstarb er im Alter von 54 Jahren in Ostberlin.

## Auflistung seiner Tätigkeiten
| Auflistung gemäß defa-sternstunden.de: - 1952: Das verurteilte Dorf - 1953: Die Unbesiegbaren - 1953: Jacke wie Hose - 1954: Ernst Thälmann – Sohn seiner Klasse - 1954: Der Fall Dr. Wagner - 1955: Das Stacheltier: Das Haushaltswunder - 1955: Das Fräulein von Scuderi (DDR/SWE) - 1956: Thomas Müntzer – Ein Film deutscher Geschichte - 1956: Zwischenfall in Benderath - 1957: Wo Du hin gehst… - 1957: Berlin – Ecke Schönhauser… - 1957: Sheriff Teddy - 1958: Sie kannten sich alle - 1958: Klotz am Bein - 1959: Die Premiere fällt aus - 1959: Kapitäne bleiben an Bord - 1959: Ware für Katalonien - 1959: Reportage 57 - 1960: Altweibersommer - 1960: Die Entscheidung des Dr. Ahrendt - 1960: Schritt für Schritt - 1961: Der Arzt von Bothenow - 1961: Der Mann mit dem Objektiv - 1961: Guten Tag, lieber Tag - 1962: Die schwarze Galeere - 1962: Die Jagd nach dem Stiefel Gemäß privater Recherche mit Hilfe von Progress-Filmverleih: - 1954: Das haut schon hin (34) - 1955: Das Haushaltswunder (41) - 1955: Prost Mahlzeit (44) - 1955: Im freien Westen (49) - 1955: Bittere Medizin (50) - 1958: Sie nannten das Justiz (145) Gemäß der Filmdatenbank DEFA-Stiftung/Filme: - 1958: Ein neues Fach im Stundenplan - 1958: Menschen wie Du und ich | Gemäß privater Recherchen mit Hilfe von rbb-Media und DRA-Mitschnittservice: - 1954: Abu Hassan - 1958: Die unadelige Gräfin - 1958: Golden Boy - 1959: Brücke zwischen gestern und morgen - 1959: Ein Brief ging verloren - 1959: Eine verzwiebelte Angelegenheit - 1959: Das standhafte Fräulein - 1960: Die Talente - 1960: Nackt unter Wölfen - 1960: Blaulicht-Folge „Kindermörder“ Teil 2 - 1960: Revolte der Gefühle - 1961: Vater muß heiraten - 1961: Die Gänse von Bützow - 1961: Wer zahlt die Zeche - 1962: Geboren unter schwarzen Himmeln - 1962: Das ist Diebstahl - 1962: Anonymer Anruf - 1962: Fernsehpitaval:Der Fall Hellseher Drost Gemäß parkaue.de: - Trojaner - Die Bremer Stadtmusikanten - Betragen ungenügend - Schwanda, der Dudelsackpfeifer von Strakonitz - Das Untier von Samarkand - Funkspruch aus Kubberlitz - Erste Liebe – Der Lügner - Die Gesichte der Simon Machard - Damals 18/19 - Der Sonderauftrag - Getrommelt und gepfiffen - Die zwölf Monate - Jule findet Freunde - Schiff auf großer Fahrt |

### Hörspiele 1952–1962
Gemäß hoerdat.de und privater Recherche:
- 1952: Die letzte Schicht
- 1955: Anna Seghers: Das siebte Kreuz (Aldinger) – Regie:Hedda Zinner
- 1956: Wolfgang Weyrauch: Die japanischen Fischer (Fischer) – Regie: Hans Goguel
- 1958: Wera Küchenmeister/Claus Küchenmeister: Damals achtzehn – neunzehn – Regie: Helmut Hellstorff (Dokumentarhörspiel – Rundfunk der DDR)
- 1959: Woyzeck
- 1960: Gerhard Rentzsch: Altweibersommer (Gärtner) – Regie: Hans Knötzsch
- 1960: Wolfgang Beck/Walter Karl Schweickert: Erich währt am längsten – Regie: Wolfgang Brunecker
- 1960: Die achte Trübsaal
- 1960: Schüsse am Hochmoor
- 1961: Horst Girra: Feuersalamander (Hirsch) – Regie: Detlev Witte
- 1961: Zaungäste
- 1961: Reszö Szirmai: Jedermanns Weihnachtsbaum – Regie: Fritz-Ernst Fechner
- 1961: Ludovit Fil'an: Und es werde Licht … (Hasko) – Regie: Hans Knötzsch (Hörspiel (2. Preis im internationalen Hörspielwettbewerb) – Rundfunk der DDR)
- 1962: Rolf Schneider: Godefroys – Regie: Otto Dierichs (Hörspiel – Rundfunk der DDR)
- 1962: Mark Twain: Tom Sawyers großes Abenteuer (Jack Bancroft) – Regie: Karl-Heinz Möbius (Litera)